# アーモンドクラッシュ
アーモンドクラッシュは、SCANDALのメンバーのHARUNAとRINAで結成したスピンオフユニットである。同バンドのMAMIとTOMOMIで結成されたどぼんどぼんどに対抗して結成された。

## メンバー
- HARUNA
- RINA

## 楽曲
- 2012年
  - 恋の始まりはダイエット
    - RAM RIDERさんがプロデュースした。『太陽スキャンダラス』限定盤Aのカップリング曲

| スタブアイコン | サブスタブ | この項目は、まだ閲覧者の調べものの参照としては役立たない、音楽関係者（バンド等）に関連した書きかけの項目です。この項目を加筆・訂正などしてくださる協力者を求めています（P:音楽/PJ:芸能人）。 |